# Köttkvarn

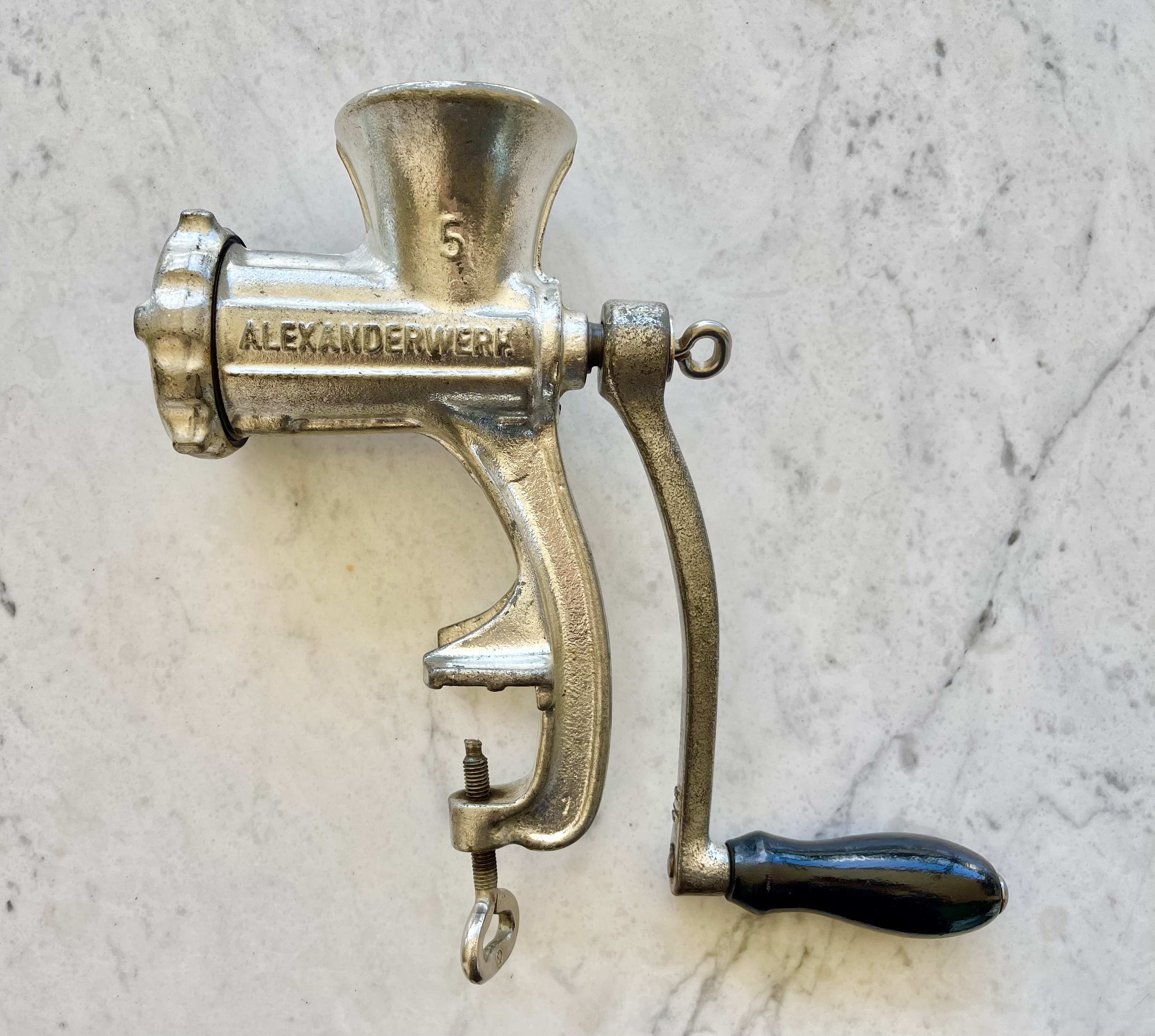
En traditionell köttkvarn.

Köttkvarn är en hushållskvarn som mal kött till köttfärs. Köttkvarnar finns både för industri-, hushålls- och forskningsbruk.

## Historia
När köttkvarnen uppfanns under 1800-talet effektiviserade den produktionen av olika sorters köttfärs. Tidigare hade man hackat kött med kniv eller kötthack, vilket tog lång tid och gjorde det till något exklusivt. Med en köttkvarn gick det snabbare och enklare och på så sätt kunde man mer effektivt ta vara på billigare styckningsdelar och göra färs billigt eller blanda ut köttfärsen. Det är en starkt bidragande faktor till att köttfärsrätter som köttbullar och pannbiff har blivit ett vanligt inslag i svensk husmanskost.
Köttkvarnens uppfinnare påstås ibland vara den tyska adelsmannen Karl Drais von Sauerbronn, som står bakom en rad andra uppfinningar, men uppgiften är obekräftad och ifrågasatt. En teori är att den istället ska ha uppfunnits i Storbritannien under 1800-talets första hälft för att sedan ha spridits till länder som Tyskland och Sverige.
Husqvarnas köttkvarnar är annars vanliga i Sverige och producerades mellan 1890 och 1971. De tillverkades i gjutjärn som förtennades, i totalt 12 miljoner exemplar, varav 10 miljoner exporterades.

## Användning

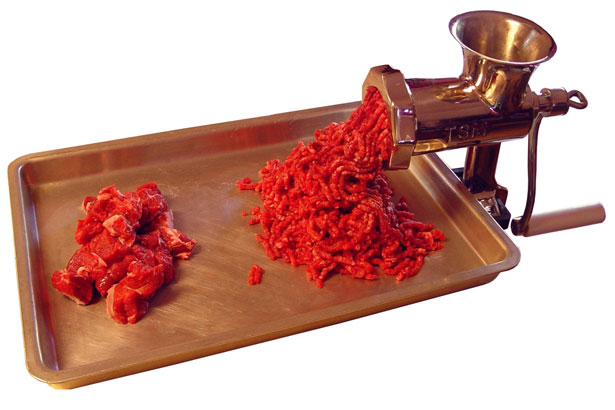
Köttkvarn i bruk

Det är svårt att veta i hur stor utsträckning köttkvarnar används i Sverige idag. I Vår kokbok har handdrivna verktyg rekommenderats i minskande utsträckning under 1900-talets andra halva och gradvis ersatts av elektriska verktyg i recepten. 1999 nämndes fortfarande köttkvarnen som ett alternativ i recept på fiskfärs och leverpastej, men matberedaren nämns i första hand. I en undersökning 2018 av vilka köksredskap svenskar i olika åldrar vill ha i julklapp var köttkvarnen det minst populära alternativet bland personer mellan 18 och 35 år.

## Som metafor
Köttkvarnens funktion att göra olika delar till en enhetlig massa genom att de pressas sönder gör den användbar som metafor. Den har använts för att beskriva utnyttjande av arbetskraft, frontlinjen i krig och krävande idrottstävlingar.